# Natural Blues
Natural Blues – singel z płyty Mobyego Play.

## Teledysk
Zostały przygotowane dwa teledyski do tej piosenki. Pierwszą wyreżyserował David LaChapelle. Teledysk ten wygrał MTV EMA dla najlepszego teledysku.
Drugi – animowany – zrealizowali Susi Wilkinson, Hotessa Laurence i Filipe Alçada. W stylistyce nawiązywał do poprzedniego teledysku do Why Does My Heart Feel So Bad?.

## Pozycje na listach przebojów
| Lista   | Pozycja |
| ------- | ------- |
| UK      | 11      |
| Francja | 9       |